# Arthur Adams
Arthur Adams (1820 - 1878) foi um médico e naturalista britânico.
Adams foi cirurgião assistente a bordo do navio HMS Samarang durante a sua exploração do Arquipélago Malaio, de 1843 até 1846. Editou Zoology of the voyage of H.M.S. Samarang (1850). Adam White colaborou com ele nas descrições de crustáceos durante a viagem. Com o seu irmão, Henry Adams (1813-1877), escreveu The genera of recent mollusca: arranged according to their organization (three volumes, 1853-1858). Também escreveu Travels of a naturalist in Japan and Manchuria (1870).